# John and Mable Ringling Museum
Il John and Mable Ringling Museum of Art è il museo d'arte statale della Florida. La sede è a Sarasota, in Florida.
Fondato nel 1927 grazie al lascito testamentario in favore dei cittadini della Florida da parte di Mable Burton Ringling e John Ringling.
L'Università statale della Florida ha assunto la gestione del Museo nel 2000.
Designato come il museo d'arte statale ufficiale per la Florida, l'istituzione offre ventuno gallerie di dipinti europei, nonché antichità cipriote e arte asiatica, americana e contemporanea.
La collezione d'arte del museo è attualmente composta da oltre 10.000 oggetti che includono una varietà di dipinti, sculture, disegni, stampe, fotografie e arti decorative dai periodi antichi a quelli contemporanei e da tutto il mondo.
Gli oggetti più celebrati nel museo sono dipinti europei del XVI-XX secolo, tra cui una collezione di dipinti di fama mondiale di Peter Paul Rubens. Altri artisti rappresentati includono Benjamin West, Marcel Duchamp, Diego Velázquez, Paolo Veronese, Rosa Bonheur, Gianlorenzo Bernini, Giuliano Finelli, Lucas Cranach il Vecchio, Frans Hals, Nicolas Poussin, Joseph Wright of Derby, Thomas Gainsborough, Eugène Boudin e Benedetto Pagni.
In tutto, più di 14 000 m² sono stati aggiunti al campus, che comprende il museo d'arte, il museo del circo e Ca' d'Zan, il palazzo dei Ringlings, che è stato restaurato, insieme allo storico Teatro Asolo.
Le nuove aggiunte al campus includono il padiglione dei visitatori, il complesso di istruzione, biblioteca e conservazione, il centro di apprendimento Tibbals completo di un circo in miniatura e l'ala bruciante, una galleria per mostre speciali annesse al museo d'arte. Il museo è aperto tutti i giorni dalle 10:00 alle 17:00. tranne il giovedì dalle 10:00 alle 20:00.